# Eugenio Bregolat
Eugenio Bregolat Obiols (Seo de Urgel, Lérida, 26 de enero de 1943) es un antiguo diplomático español, ex embajador de España en China con concurrencia también en Mongolia.

## Trayectoria
Licenciado en Derecho por la Universidad de Barcelona, ingresó en 1971 en la carrera diplomática siendo diplomado en Estudios Internacionales. Fue director de estudios en el gabinete del presidente del Gobierno con Adolfo Suárez y Leopoldo Calvo-Sotelo. Ha estado destinado en representaciones diplomáticas españolas en la Unión Soviética y Hanóver, y embajador de España en Indonesia, Canadá, Rusia y Andorra. Además, fue director político en el Ministerio de Asuntos Exteriores entre 1997 y 1999. El Gobierno lo nombró embajador especial del Fórum Universal de las Cultura Barcelona 2004, y un año después ocupó el cargo como embajador español en Andorra. Ha sido embajador de España en China en tres ocasiones: de 1986 a 1991, de 1999 a 2003 y desde enero de 2011 hasta febrero de 2013. También es colaborador en periódicos tales como 'La Vanguardia', Política Exterior y 'El Imparcial' entre otros.
En una entrevista concedida a la cadena SER el 25 de febrero de 2022 Bregolat, como exembajador español en la Unión Soviética, expuso que "La solución al conflicto es la 'finlandización' de Ucrania".

## Incidente de la embajada en Pekín
En marzo de 2002, durante su segundo período como embajador en China, resolvió con éxito la ocupación del edificio de la embajada española en Pekín por parte de veinticinco norcoreanos, que pidieron asilo político y que, finalmente, fueron trasladados a Seúl.

## Publicaciones seleccionadas
- 2008 La segunda revolución China[5]
- 2014 En torno al renacimiento de China[6]

## Reconocimientos
Miembro del claustro de honor de Cátedra China junto a José Luis Rodríguez Zapatero, Rosa María Calaf, Taciana Fisac y Federico Mayor Zaragoza, entre otros.